# Epeorus dispar
Epeorus dispar är en dagsländeart som först beskrevs av Jay R. Traver 1933.  Epeorus dispar ingår i släktet Epeorus och familjen forsdagsländor. Inga underarter finns listade i Catalogue of Life.